# Cố mệnh Bát đại thần
Cố mệnh Bát đại thần (chữ Hán: 顧命八大臣) là tám đại thần được Hoàng đế Thanh Văn Tông Hàm Phong chỉ định trước khi băng hà vào tháng 7 năm Tân Dậu (tháng 8 năm 1861). Khi đó, Hàm Phong Đế qua đời tại Tị Thử Sơn Trang hành cung Nhiệt Hà (nay thuộc thành phố Thừa Đức, tỉnh Hà Bắc, Trung Quốc). Trước khi mất, ông để lại di chiếu giao cho ba vị đại thần ngự tiền và năm vị đại thần quân cơ, bao gồm: Di Thân vương Tái Viên, Trịnh Thân vương Đoan Hoa, Hộ bộ Thượng thư Túc Thuận cùng 5 vị đại thần quân cơ là Cố Luân Ngạch phò Cảnh Thọ, Binh bộ Thượng thư Mục Ấm, Lại bộ Tả Thị lang Khuông Nguyên, Lễ bộ Hữu Thị lang Đỗ Hàn, Thái bộc Thiếu Khanh tự Tiêu Hữu Doanh. Những người này được giao trọng trách "phụ tá Hoàng thái tử Đồng Trị Đế Tái Thuần lên ngôi, tổng quản triều chính". Họ được gọi là "Tán tuơng chính vụ Bát đại thần" (tiếng Trung: 赞襄政务八大臣), hay còn gọi là "Tán tuơng chính vụ Vương đại thần" (tiếng Trung: 赞襄政务王大臣), thường gọi là "Cố mệnh Bát đại thần" trong đó Túc Thuận giữ vai trò là người đứng đầu. Cả tám người đều khoảng 45 tuổi.
Tuy nhiên, không lâu sau, Hoàng thái hậu Từ An (25 tuổi), Hoàng thái hậu Từ Hi (26 tuổi) và Cung thân vương Dịch Hân (28 tuổi) đã phát động chính biến Tân Dậu (còn gọi là Kỳ Tường chi biến), lật đổ phe cánh Bát đại thần phụ chính. Hậu quả là tám đại thần này hoặc bị xử tử, hoặc bị giáng chức, mất hết quyền lực.

## Danh sách thành viên
Tám người này có thể được chia thành hai nhóm, Hoàng thân quốc thích: Di Thân vương Tái Viên, Trịnh Thân vương Đoan Hoa, Hộ bộ Thượng thư Túc Thuận, Ngạch phò Cảnh Thọ và các đại thần Quân cơ xứ: Binh bộ Thượng thư Mục Ấm, Lại bộ Tả Thị lang Khuông Nguyên, Lễ bộ Hữu Thị lang Đỗ Hàn, Thái bộc Thiếu Khanh tự Tiêu Hữu Doanh

### Tái Viên
Tái Viên (16 tháng 10 năm 1816 – 8 tháng 11 năm 1861), tước hiệu Di Thân vương, họ Ái Tân Giác La, là cháu năm đời của Di Thân vương Dận Tường. Năm Đạo Quang thứ 5, ông kế thừa tước vị Di Thân vương. Ông từng giữ chức Ngự tiền đại thần hành tẩu. Trong những năm Hàm Phong, ông lần lượt đảm nhiệm các chức vụ như Tả Tông chính, Tông nhân lệnh, và Lĩnh Thị vệ Nội đại thần.
Năm Hàm Phong thứ 10, ông cùng với Thượng thư Bộ Binh Mục Ấm đến Thông Châu thay thế Quế Lương để đàm phán hòa bình với Anh và Pháp. Tuy nhiên, cuộc đàm phán thất bại, dẫn đến việc bắt giữ Harry Parkes và 38 thành viên khác trong phái đoàn đàm phán Anh-Pháp. Khi liên quân Anh-Pháp tiến sát Bắc Kinh, Tái Viên đã theo Hoàng đế Hàm Phong chạy đến Nhiệt Hà.
Năm Hàm Phong thứ 11, Hoàng đế Hàm Phong qua đời, Tái Viên cùng với Đoan Hoa, Túc Thuận và năm người khác nhận di chiếu trở thành các đại thần Tán tương chính vụ. Sau sự kiện Kỳ Tường chi biến, Tái Viên bị bắt tại Bắc Kinh và bị buộc phải tự vẫn.

### Đoan Hoa
Đoan Hoa (1807–1861), tước hiệu Trịnh Thân vương, họ Ái Tân Giác La, thuộc Tương Lam kỳ, là con trai thứ ba của Ô Nhĩ Cung A, cháu bảy đời của Trịnh Thân vương Tế Nhĩ Cáp Lãng – con trai thứ sáu của Thư Nhĩ Cáp Tề (còn được dịch là Thư Nhĩ Cáp Xích hoặc Tốc Nhĩ Cáp Tề, 1564–1611), em trai cùng mẹ của Nỗ Nhĩ Cáp Xích – khai quốc công thần nhà Đại Thanh.
Đoan Hoa là một trong tám vị đại thần Cố mệnh được Hoàng đế Hàm Phong ủy thác trước khi qua đời. Tuy nhiên, sau sự kiện Kỳ Tường chi biến, ông bị buộc phải tự sát và tước vị bị tước bỏ.

### Túc Thuận
Túc Thuận (26 tháng 11 năm 1816 – 8 tháng 11 năm 1861), họ Ái Tân Giác La, là một đại thần trọng yếu triều đình nhà Thanh. Ông từng giữ chức Hiệp biện Đại học sĩ kiêm Thượng thư Bộ Hộ. Tự là Vũ Đình, thuộc Tương Lam kỳ, là con trai thứ sáu của Trịnh Thân vương Ô Nhĩ Cung A, xuất thân từ dòng thứ (con của vợ lẽ), mẹ ông là người dân tộc Hồi. Anh trai khác mẹ của ông là Đoan Hoa kế thừa tước vị Trịnh Thân vương.
Túc Thuận là một trong tám vị đại thần Cố mệnh được Hoàng đế Hàm Phong ủy thác trước khi qua đời. Tuy nhiên, sau sự kiện Kỳ Tường chi biến, ông bị xử trảm tại pháp trường Thái Thị Khẩu ở Yên Kinh (Bắc Kinh).

### Cảnh Thọ
Cảnh Thọ (1829–1889), họ Phú Sát, thuộc Mãn Châu Tương Hoàng kỳ. Ông là con trai của Nhất đẳng công, Thượng thư Bộ Công Bác Khải Đồ. Năm Đạo Quang thứ 24, ông được ban tặng đỉnh đái nhất phẩm và được học tập tại Thượng thư phòng. Năm Đạo Quang thứ 25, ông kết hôn với Thọ Ân Cố Luân Công chúa, con gái thứ sáu của Hoàng đế Đạo Quang. Sau đó, ông kế thừa tước vị Nhất đẳng Thành Gia Nghị Dũng công. Năm Hàm Phong thứ 5, tháng 7, ông được bổ nhiệm làm Mông Cổ Đô thống. Năm Hàm Phong thứ 6, tháng Giêng, ông được bổ nhiệm làm Ngự tiền đại thần, được ban dùng dây cương màu tím, và không lâu sau được thăng chức Lĩnh Thị vệ Nội đại thần.
Cảnh Thọ là một trong tám vị đại thần Cố mệnh được Hoàng đế Hàm Phong ủy thác trước khi qua đời. Sau sự kiện Kỳ Tường chi biến, ông bị cách chức nhưng vẫn giữ được tước công và phẩm cấp Ngạch phò. Năm Đồng Trị thứ nhất, tháng 2, ông được phục chức Mông Cổ Đô thống, và tháng 3 được tái bổ nhiệm làm Ngự tiền đại thần. Năm Đồng Trị thứ 3, tháng 7, ông được tái ban dùng dây cương màu tím, và tháng 10 được tái bổ nhiệm làm Lĩnh Thị vệ Nội đại thần. Năm Đồng Trị thứ 13, tháng 12, ông được giao quản lý công việc của Thần Cơ doanh.
Cảnh Thọ qua đời vào tháng 6 năm Quang Tự thứ 15 (1889), được truy tặng thụy hiệu Đoan Cần. Ông là người có kết cục tốt nhất trong số tám vị đại thần Cố mệnh.

### Mục Ấm
Mục Âm (?–1872), họ Thác Hòa Lạc, tự Thanh Hiên, thuộc Mãn Châu Chính Bạch kỳ. Năm 1860, ông được bổ nhiệm làm Khâm sai đại thần thông sứ, nhưng do thất bại trong việc đàm phán hòa bình với liên quân Anh-Pháp, ông bị cách chức và phải theo Hoàng đế Hàm Phong chạy đến hành cung Nhiệt Hà.
Sau sự kiện Kỳ Tường chi biến, Mục Âm bị buộc tội "giữ chức Ngự tiền đại thần hành tẩu lâu nhất, xếp hạng cao nhất, tình tiết đặc biệt nghiêm trọng". Ông bị cách chức và bị đày đến Tân Cương để phục vụ trong quân đội nhằm chuộc tội.
Năm Đồng Trị thứ 3 (1864), sau khi hoàn thành việc nộp tiền chuộc tội đầy đủ, ông được phép trở về nhà. Sau đó, ông qua đời tại gia đình.

### Khuông Nguyên
Khuông Nguyên (1815–1881), tự Bản Như, hiệu Hạc Tuyền, người Giao Châu, Sơn Đông. Ông đỗ Tiến sĩ dưới triều Đạo Quang và từng giữ nhiều chức vụ quan trọng, bao gồm: Giáo thụ kinh học cho Hoàng tử Dịch Trữ (tức Hoàng đế Hàm Phong sau này). Thị lang Bộ Binh, sau đó là Thị lang Bộ Lại, kiêm nhiệm quyền Thượng thư Bộ Lễ. Đại thần Quân cơ, được ban đặc ân cưỡi ngựa trong Tử Cấm Thành. Là một trong các đại thần Tán tương chính vụ (Cố mệnh bát đại thần).
Sau sự kiện Kỳ Tường chi biến, Khoang Nguyên bị cách chức và buộc phải từ quan. Ông qua đời năm 1881, để lại tiếng thơm về học vấn và đức độ.

### Đỗ Hàn
Đỗ Hàn (1806–1866), tự Hồng Cử, hiệu Kế Viên, người Tân Huyện, Sơn Đông (nay thuộc khu Tân Thành). Ông là con trai trưởng của Đỗ Thụ Điền, thầy dạy Hoàng đế.
Năm Đạo Quang thứ 24 (1844), ông đỗ Tiến sĩ, được chọn làm Thứ cát sĩ và được bổ nhiệm làm Kiểm thảo tại Hàn Lâm viện. Năm Hàm Phong thứ 3 (1853), ông được thăng chức Thị lang Bộ Công, đồng thời được bổ nhiệm làm Quân cơ đại thần hành tẩu, phụ trách công việc phòng thủ kinh thành, được Hoàng đế rất tin tưởng.
Ông là một trong tám vị đại thần Cố mệnh dưới thời Đồng Trị. Sau sự kiện Kỳ Tường chi biến, Đỗ Hàn bị cách chức và bị đày đi Tân Cương. Sau đó, ông được ân xá nhưng từ đó sống ẩn dật, không tham gia chính sự nữa. Ông qua đời vào năm Đồng Trị thứ 5 (1866).

### Tiêu Hữu Doanh
Tiêu Hữu Doanh (1814-1887), tự Quế Tiều, người Thiên Tân. Dưới thời Hàm Phong, ông từng đảm nhiệm các chức vụ như Nội Các Trung Thư, Quân Cơ Chương Kinh, Quang Lộc Tự Khanh, và Quân cơ đại thần hành tẩu. Ông cũng từng giữ chức Thái Phó Tự Khanh. Nhiều chiếu thư của Hàm Phong Đế do ông soạn thảo. Sau Chính biến Kỳ Tường, ông bị bãi chức.